# Rhene setipes
Rhene setipes là một loài nhện trong họ Salticidae.
Loài này thuộc chi Rhene. Rhene setipes được Marek Żabka miêu tả năm 1985.